# Dolomedes fimbriatoides
Dolomedes fimbriatoides är en spindelart som beskrevs av Friedrich Wilhelm Bösenberg och Embrik Strand 1906. Dolomedes fimbriatoides ingår i släktet Dolomedes och familjen vårdnätsspindlar. Inga underarter finns listade i Catalogue of Life.